# W. W. Norton & Company
W. W. Norton & Company es una compañía editorial estadounidense con sede en la ciudad de Nueva York. Pertenece totalmente a sus empleados desde principios de 1960. La compañía es conocida por sus "Norton Anthologies" (en particular la Norton Anthology of English Literature) y sus textos en la serie "Norton Critical Editions", siendo estos últimos utilizados frecuentemente en cursos universitarios de literatura.

## Historia
Las raíces de la empresa se remontan a 1923, cuando William Warder Norton fundó la empresa junto a su esposa Mary D. Herter Norton, convirtiéndose en su primer presidente. Tras el fallecimiento de Norton en 1945, Storer D. Lunt se hizo cargo de ella, siendo posteriormente sucedido por George Brockway (1957-1976), Donald S. Lamm (1976-1994) y actualmente W. Drake McFeely (1994-presente).

## Publicación
W. W. Norton & Company es una editorial estadounidense propiedad de sus empleados que publica ficción, no ficción, poesía, libros de texto universitarios, libros de cocina, libros de arte y libros profesionales.